# Élections sénatoriales de 2001 dans la Haute-Loire
Les élections sénatoriales dans la Haute-Loire ont lieu le dimanche 23 septembre 2001. Elles ont pour but d'élire les sénateurs représentant le département au Sénat pour un mandat de neuf années.

## Contexte départemental
Lors des élections sénatoriales du 27 septembre 1992 en Haute-Loire, deux sénateurs ont été élus selon un scrutin majoritaire : Adrien Gouteyron (RPR) et Jean-Paul Chambriard (UDF).
Depuis, tous les effectifs du collège électoral des grands électeurs ont été renouvelés, avec les élections législatives de 1997 dans la Haute-Loire, les élections européennes de 1999, les élections régionales françaises de 1998, les élections cantonales de 1998 et 2001 et les élections municipales françaises de 2001.
Jean-Paul Chambriard étant mort en janvier 1996, son suppléant Régis Ploton a pris son siège de sénateur. Ce dernier lui-même meurt en février 1998, une élection sénatoriale partielle conduit à l'élection de Guy Vissac.

## Sénateurs sortants
| Sénateur | Sénateur         | Parti | Fonctions lors de l'élection en 1992 |
| -------- | ---------------- | ----- | ------------------------------------ |
|          | Adrien Gouteyron | RPR   | Sénateur sortant, maire de Rosières  |
|          | Guy Vissac       | RPR   | Maire de Langeac                     |

## Résultats
| Candidat et parti politique | Candidat et parti politique | Candidat et parti politique | Premier tour | Premier tour | Second tour | Second tour |
| Candidat et parti politique | Candidat et parti politique | Candidat et parti politique | Voix         | %            | Voix        | %           |
| --------------------------- | --------------------------- | --------------------------- | ------------ | ------------ | ----------- | ----------- |
|                             | Jean Boyer                  | UDF                         | 297          | 42,55        | 454         | 65,04       |
|                             | Adrien Gouteyron            | RPR                         | 296          | 42,41        | 397         | 56,88       |
|                             | Marcel Schott               | PS                          | 195          | 27,94        | 251         | 37,68       |
|                             | Guy Vissac                  | RPR                         | 277          | 28,83        |             |             |
|                             | Pierre Gilbert              | PS                          | 192          | 27,51        |             |             |
|                             | Michel Valentin             | PCF                         | 32           | 4,58         |             |             |
|                             | Serge Vauzelle              | PCF                         | 22           | 3,15         |             |             |
|                             | Jacques Daudon              | UCF                         | 10           | 1,43         |             |             |
|                             | Jean-Luc Guillard           | FN                          | 2            | 0,29         |             |             |
|                             |                             |                             |              |              |             |             |
| Inscrits                    | Inscrits                    | Inscrits                    | 705          | 100,00       | 705         | 100,00      |
| Abstentions                 | Abstentions                 | Abstentions                 | 0            | 0,00         | 2           | 0,28        |
| Votants                     | Votants                     | Votants                     | 705          | 100,00       | 703         | 99,72       |
| Blancs et nuls              | Blancs et nuls              | Blancs et nuls              | 7            | 0,99         | 5           | 0,71        |
| Exprimés                    | Exprimés                    | Exprimés                    | 698          | 99,01        | 698         | 99,29       |